# Marinus Wagtmans
Marinus Rini Wagtmans (Saint-Willebrord, 25 de desembre de 1946) és un ciclista neerlandès, ja retirat, que fou professional entre 1968 i 1973. En el seu palmarès destaquen tres victòries d'etapa al Tour de França, el 1970, 1971 i 1972. El 1970 finalitzà en cinquena posició i el 1971 liderà la cursa durant un sector. A la Volta a Espanya fou tercer el 1969, mentre el 1970 guanyà dues etapes. Una vegada retirat va exercir d'entrenador de ciclisme. El 2005 va ser investit Cavaller de l'Orde d'Orange-Nassau.

## Palmarès
- 1966
  - 1r a la Ronde van Midden-Zeeland
  - Vencedor d'una etapa del Tour de l'Avenir
  - Vencedor d'una etapa a la Volta a la província de Namur
- 1967
  - 1r a la Volta a Àustria i vencedor de 2 etapes
  - Vencedor de 2 etapes a la Volta a la província de Namur
- 1968
  - 1r al Critèrium Roosendaal
  - 1r a l'Acht van Chaam
  - Vencedor d'una etapa als Quatre dies de Dunkerque
  - Vencedor d'una etapa de la Bicicleta Eibarresa
- 1969
  - 1r a Ulvenhout
  - 1r a Saint-Willebrod
  - 1r a Kortenhoef
- 1970
  - 1r a Koksijde
  - 1r a Pluméliau
  - Vencedor de 2 etapes a la Volta a Espanya
  - Vencedor d'una etapa al Tour de França
- 1971
  - 1r a l'Acht van Chaam
  - 1r a Saint-Willebrod
  - Vencedor d'una etapa al Tour de França
- 1972
  - Vencedor d'una etapa al Tour de França

### Resultats al Tour de França
- 1969. 6è de la classificació general
- 1970. 5è de la classificació general. Vencedor d'una etapa
- 1971. 16è de la classificació general. Vencedor d'una etapa. Porta el mallot groc durant un sector d'etapa
- 1972. 54è de la classificació general. Vencedor d'una etapa

### Resultats a la Volta a Espanya
- 1969. 3r de la classificació general
- 1970. No surt (15a etapa). Vencedor de 2 etapes

### Resultats al Giro d'Itàlia
- 1971. 16è de la classificació general